# Pier Gerlofs Donia
Pier Gerlofs Donia (Kimswerd, 1480? – Sneek, 18 ottobre 1520) è stato un pirata frisone, considerato un eroe popolare.
Ebbe i soprannomi di Grutte Pier in frisone, Grote Pier o Lange Pier in olandese, e Pierius Magnus in latino, che fanno riferimento alla sua grande corporatura e ad una forza fisica ritenuta eccezionale.
In seguito all'uccisione della sua famiglia e alla distruzione della sua proprietà nel 1515 si dedicò alla vendetta personale e divenne un combattente per la libertà della sua terra.

## Biografia
Nato intorno al 1480 a Kimswerd, presso la città di Harlingen nella Libertà Frisona, oggi provincia della Frisia, era figlio di Gerloff Piers e di Fokel Sybrants Bonga. Discendeva dal capo frisone del XIV secolo Haring Harinxma ed era imparentato con Jancko Douwama, entrambi considerati eroi della Frisia.
Nel 1495 sposò Rintze Syrtsema, dalla quale ebbe intorno al 1500 una bambina di nome Wobble e intorno al 1506 un bambino di nome Gerloff. Si associò con il cognato Anne Pilbes, marito della sorella Tijdt, per coltivare le terre del dominio di Meylsmastate di Kimswerd.
Nel 1515 il suo villaggio fu saccheggiato da una banda di mercenari nel corso della guerra civile tra Schieringers e Vetkopers, rispettivamente partigiani e oppositori del dominio asburgico sui Paesi Bassi, e la moglie di Pier Gerlofs venne violentata e assassinata, inducendolo a lanciarsi in una guerriglia contro il partito asburgico: si alleò al duca di Gheldria, Carlo di Egmont, il principale oppositore di Filippo il Bello e di suo figlio Carlo V.
Costituì una banda armata, nota con il nome di "Arumer Zwarte Hoop", che esercitava la pirateria sul mare, in particolare nel Zuiderzee e e si impadronì di numerose navi inglesi e olandesi. Nel corso di una battaglia del 1515 catturò 28 navi olandesi, guadagnandosi il soprannome di "Croce degli Olandesi", mentre lui stesso si proclamò "re dei Frisoni".
Nel 1517 condusse via mare truppe del duca di Gheldria sulla costa frisone occidentale e si impadronì della città di Medemblik con 4 000 uomini, uccidendo e facendo prigionieri gli abitanti, considerati colpevoli di aver collaborato con le armate olandesi controllate da Carlo V, e saccheggiando e incendiando la città, ad eccezione del castello, difeso da Joost van Buren. Vennero saccheggiate e incendiate allo stesso modo anche i castelli di Nieuwburg e di Middelbourg. Ancora nello stesso anno, prese la città di Asperen, uccidendone gli abitanti e facendone per un periodo la propria base.
In seguito all'incapacità del capitano generale di Amstelland, Waterland e Gooiland di difendere i territori affidatigli, gli olandesi costituirono in luglio una flotta, al comando di Anthonius van den Houte, signore di Vleteren, che fu nominato "ammiraglio del Zuiderzee". Van den Houte ottenne inizialmente qualche successo, con la distruzione di alcune navi frisone presso Bunschoten, ma nel 1518 Pier Gerlofs catturò undici navi olandesi in una battaglia presso le coste di Hoorn e sconfisse ancora gli olandesi à Hindeloopen.
Secondo la leggenda, per individuare gli infiltrati olandesi e tedeschi, costringeva i suoi soldati a ripetere lo scioglilingua "Bûter, brea en griene tsiis: wa't dat net sizze kin, is gjin oprjochte Fries" ("burro, pane e formaggio verde: se non puoi dire questo non sei un vero frisone").
Malgrado i successi non riuscì a rovesciare il governo asburgico e si ritirò disilluso nel 1519. Morì probabilmente nel suo letto, nella città frisona di Sneek il 18 ottobre del 1520 e fu sepolto nella chiesa quattrocentesca di Martinikerk o Groote Kerk. Alla sua morte il comando delle sue truppe fu preso dal nipote Wijerd, o Wierd o Wijard.

## Pier Gerlofs Donia nella cultura

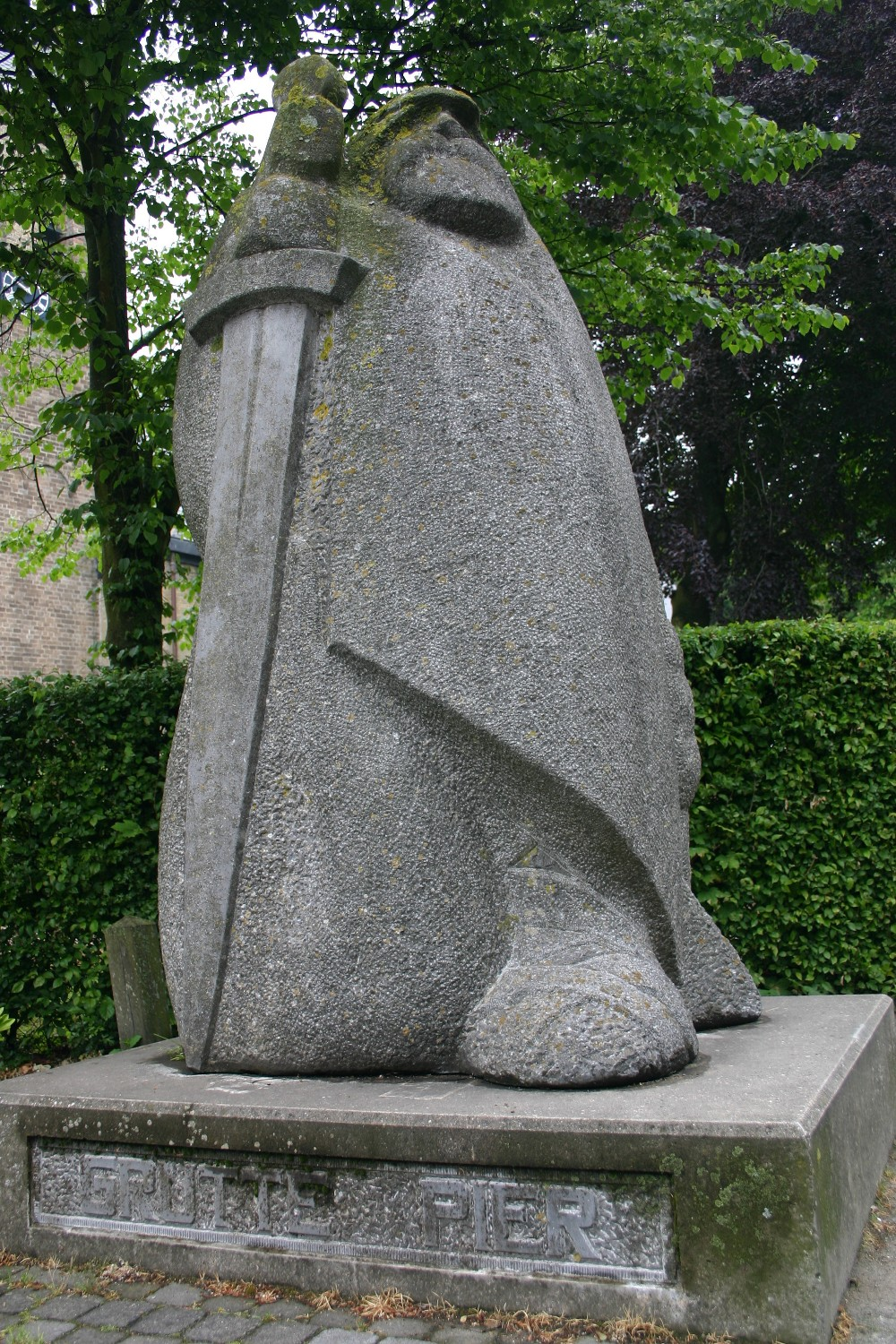
Statua di Pier Donia a Kimswerd

Nel 1791 sopra il portico del municipio della città di Leeuwarden vennero trovati due grandi spadoni, che per le loro dimensioni eccezionali vennero attribuiti a Pier Gerlofs e a suo nipote Wierd. Quello attribuito a Pier, di 2,15 m di altezza e del peso di 6,6 kg, è esposto nel Museo della Frisia di Leeuwarden, mentre un elmo di eccezionali dimensioni, che pure gli è attribuito, è conservato nel municipio di Sneek. D'altronde le storie che circolavano a proposito di Pier Gerlofs riferiscono di una stazza e una forza eccezionali: leggende riferiscono che avrebbe ucciso con un solo fendente della sua zweihänder cinque uomini inviati ad assassinarlo, che tirasse lui stesso l'aratro per coltivare le sue terre e che potesse portare in spalla perfino un cavallo. 
Negli anni settanta la serie televisiva olandese Floris, aveva tra i suoi personaggi principali Pier Donia, recitato dall'attore Hans Boskamp e diffuse nuovamente la popolarità del personaggio. Lo stesso personaggio comparve anche nella ripresa tedesca della medesima serie.